# Achilleo (Ionia)
Achilleo ( in greco antico: Ἀχιλλεῖον?) era una polis dell'antica Grecia ubicata nella Ionia.

## Storia
Al 398 a.C. i soldati di Achilleo facevano parte delle spedizioni, sotto il comando del generale spartano Dercillida, che doveva affrontare l'esercito persiano comandato dai satrapi Tissaferne e Farnabazo II, che avevano attraversato il fiume Meandro. Quando i due eserciti vennero in contatto, le truppe di Dercillida, costituite da tutte le città-stato aderenti alla lega del Peloponneso, erano pronte a combattere, ma una parte dei soldati di Priene, Achilleo e delle isole e città ioniche fuggirono e quelli che rimasero diedero prova di non riuscire a reggere l'impatto con l'esercito nemico. Tuttavia, Tissaferne inviò alcuni delegati a parlamentare con Dercillida e raggiunsero un accordo in cui presero degli ostaggi a garanzia e gli eserciti si ritirarono. I Greci a Leucofri e i persiani a Trale di Caria. Il giorno dopo, nel luogo stabilito, venne firmata la pace. Il re persiano riconobbe autonomia alle città greche e l'esercito greco e gli armosta spartani avrebbero di nuovo potuto attraversare l'Egeo.
In un altro passaggio, Senofonte situa Achilleo tra le città della valle del fiume Meandro, come Priene e Leucofri, dove lo spartano Tibron aveva stabilito la sua base per combattere contro Struta.
Il geografo Stefano di Bisanzio cita una fortezza chiamata Achilleo situata però nei pressi di Smirne e pertanto non è identificabile con l'Achilleo del Meandro.
Si sconosce l'esatta ubicazione.